# 三好栄子
三好 栄子（みよし えいこ、1894年4月8日 - 1963年7月28日）は、日本の女優である。東京市出身。夫は映画プロデューサーの森田信義。黒澤明映画をはじめ多くの東宝映画に出演した。出生名は宮田 ハル（みやた はる）、結婚後の本名は森田 ハル（もりた はる）。

## 略歴･人物
東京市神田区神保町出身。1912年、跡見高等女学校を卒業後、島村抱月が結成し、松井須磨子らが所属する芸術座の演劇学校に入校する。1915年、三好栄子の芸名を名乗り、浪花座での大阪公演『清盛と仏御前』で初舞台を踏む。トルストイ作の『復活』や『アンナ・カレニナ』などの舞台に立ち、着実にキャリアを積むが、松井須磨子と衝突して芸術座を脱退し、同じく芸術座を脱退していた沢田正二郎に誘われて、1917年、新国劇結成に参加する。しかし、沢田夫人である渡瀬淳子と衝突して新国劇を脱退、芸術座に復帰を許されるが、島村抱月や松井須磨子の相次いで亡くなったことで芸術座は解散。1919年、辻野良一、五月信子らと大衆劇の劇団である新声劇の結成に参加し、中心女優として活躍する。
1925年、新声劇の奥役を務めていた森田信義と結婚、翌1926年、新声劇を退団し、小林一三や坪内士行らが結成した宝塚国民座に入り、森田も文芸部長として共に所属する。国民座ではトップ女優として人気を得るが、同じく幹部女優だった出雲美樹子との確執からまたも脱退、以降はさまざまな劇団を渡り歩き、大阪松竹歌劇団の講師となり演技を指導する。舞台にも終戦時まで出演を続けていたが、主に脇役にまわされることが多くなった。
第二次世界大戦後は、黒澤明監督に請われたのがきっかけで映画界入りし、1946年、黒澤の戦後第1作『わが青春に悔なし』で52歳にしてはじめて映画に出演、かつての艶姿とは打って変わって、ギョロ目と大きな口が特徴の性格女優として活躍し、以降は50年代にかけて黒澤作品をはじめ木下恵介、成瀬巳喜男、小津安二郎、溝口健二、五所平之助、市川崑、豊田四郎といった日本を代表する監督の作品に立て続けに起用された。また、東宝のサラリーマン喜劇では森繁久彌演じる主人公が最も恐れる社長会長（先代社長の未亡人）という役どころで多数出演し、順風満帆の役者生活を送っていた。しかし、私生活では1951年、夫の森田が完成試写を見るために自宅から撮影所へ自動車で向かう途中、急行電車と衝突し死亡する悲劇に見舞われている。1959年、仲代達矢主演の『野獣死すべし』での出演を最後に病気のために引退、映画出演は13年間で110本を数える。
1963年7月28日午後5時10分、老衰で世を去った。

## 出演作品
★印は黒澤明監督作品

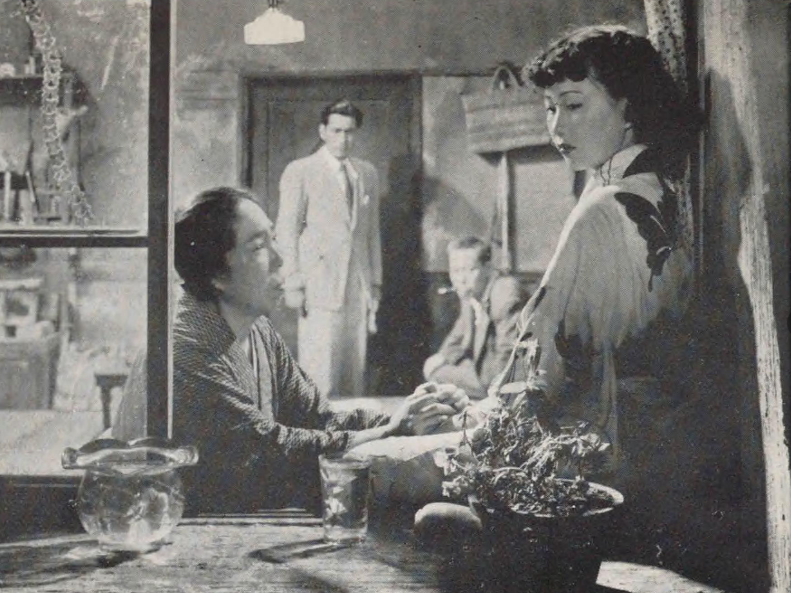
『野良犬』（1949年）

- ★わが青春に悔なし（1946年、東宝） - 八木原夫人
- ★野良犬（1949年、新東宝） - ハルミの母
- 脱獄（1950年、太泉映画） - 新吉の母
- 偽れる盛装（1951年、大映） - 藤尾
- 悲歌（1951年、東宝） - 婆や おしげ
- ★白痴（1951年、松竹） - 香山の母
- 青い真珠（1951年、東宝） - 野枝の伯母
- 少年期（1951年、松竹） - 雑貨屋のおばさん
- 女ごころ誰か知る（1951年、東宝） - 女将
- 南国の肌（1952年、東宝） - 小野寺婆さん
- お国と五平（1952年、東宝） - お国の母
- 戦国無頼（1952年、東宝） - 老女中
- 三等重役（1952年、東宝） - 夫人とり子
- おかあさん(1952年、新東宝） - 年子のおばさん
- 若い人（1952年、東宝） - 山形チエ子
- ★生きる（1952年、東宝） - 陳情のおかみ
- 足にさわった女（1952年、東宝） - スリの老婆
- カルメン純情す（1952年、松竹） - 佐竹熊子夫人
- 次郎長三国志 第二部 次郎長初旅（1953年、東宝） - あおき
- 夫婦（1953年、東宝） - 緒方とり
- 煙突の見える場所（1953年、新東宝） - 灘らん子
- 逃亡地帯（1953年、東京映画） - 老婆
- プーサン（1953年、東宝） - 母・らん
- 坊っちゃん（1953年、東宝） - 萩野老婦人
- 天晴れ一番手柄 青春銭形平次（1953年、東宝） - 産婆とめ
- 一等女房と三等亭主（1953年、東宝） - 夫人鳩子
- 落語シリーズ 第一話 落語長屋は花ざかり（1954年、東宝） - 金貸し
- 坊ちゃん社員（1954年、東宝） - 福壽亭の女将
- 女の暦（1954年、新東宝） - おふく
- 大阪の宿（1954年、新東宝） - おかみさん
- この広い空のどこかに（1954年、松竹） - 近所の老婆
- 宮本武蔵シリーズ（東宝） - お杉
  - 宮本武蔵（1954年）
  - 続宮本武蔵 一乗寺の決闘（1955年）
- 女性に関する十二章（1954年、東宝） - 呉浜子
- 鷄はふたたび鳴く（1954年、新東宝） - 東山たか子
- 夫婦善哉（1955年、東宝） - お辰
- ★生きものの記録（1955年、東宝） - 喜一の妻とよ
- 路傍の石（1955年、松竹） - きよ
- 社長シリーズ（東宝）
  - へそくり社長（1956年） - イネ
  - 続へそくり社長（1956年） - 福原イネ
  - 社長三代記（1958年） - 福原ヨネ
  - 続・社長三代記（1958年） - 福原ヨネ
  - 社長太平記（1959年） - 会長岩子
  - 続・社長太平記（1959年） - 会長岩子、芸者五九郎
- チャッカリ夫人とウッカリ夫人 夫婦御円満の巻（1956年、東宝） - 田舎のおばあさん
- 幸福はあの星の下に（1956年、東宝）
- 赤線地帯（1956年、大映） - 門脇さく
- 妻の心（1956年、東宝） - 富田こう
- 三人娘シリーズ（東宝）
  - ロマンス娘（1956年） - 婆や
  - 大当り三色娘（1957年） - 坂上女史
- 猫と庄造と二人のをんな（1956年、東宝） - 城川夫人
- 世にも面白い男の一生 桂春団治（1956年、宝塚映画） - おとり
- ★蜘蛛巣城（1957年、東宝） - 老女
- 正義派（1957年、松竹） - お京
- 雪国（1957年、東宝） - 師匠
- 東京暮色（1957年、松竹） - 女医笠原
- 地獄花（1957年、大映） - 白女の姥
- 智恵子抄（1957年、東宝） - 母けい
- 忘却の花びら 完結篇（1957年、東宝） - おこま
- 東北の神武たち（1957年、東宝） - おかね婆
- ★どん底（1957年、東宝） - あさ
- 黒い河（1957年、松竹） - 遣手婆さん
- 女殺油地獄（1957年、東宝） - さわ
- 気違い部落（1957年、松竹） - 野村お三重
- ボロ家の春秋（1958年、松竹） - 女房マキ
- 東京の休日（1958年、東宝） - キャザリン仁田
- 続々サラリーマン出世太閤記（1958年、東宝） - 木下マサ
- 裸の大将（1958年、東宝） - 弁当屋のおばさん
- 悪女の季節（1958年、松竹） - きん
- ★隠し砦の三悪人（1958年、東宝） - 老女
- コタンの口笛（1959年、東宝） - イカンテ婆さん
- 或る剣豪の生涯（1959年、東宝） - 出雲の阿国
- お早よう（1959年、松竹） - 原口みつ江
- 野獣死すべし（1959年、東宝） - 花売りの老婆